# Munții Rarău - Giumalău
Munții Rarău - Giumalău este o arie protejată (arie de protecție specială avifaunistică — SPA) din România întinsă pe o suprafață de 2.186,3 ha, integral pe uscat.

## Localizare
Situl se întinde pe teritoriul administrativ al municipiului Câmpulung Moldovenesc și pe cele ale comunelor Crucea și Stulpicani din județul Suceava. Centrul sitului Munții Rarău - Giumalău este situat la coordonatele 47°26′51″N 25°36′09″E / 47.447533°N 25.602522°E.

## Înființare
Situl Munții Rarău - Giumalău a fost declarat arie de protecție specială avifaunistică (ROSPA0083) în octombrie 2007 pentru a proteja 61 de specii de animale. Situl include rezervațiile naturale Codrul secular Slătioara, Fânațele montane Todirescu și Pietrele Doamnei.

## Biodiversitate
Situată în ecoregiunea alpină, aria protejată nu include niciun habitat protejat.
La baza desemnării sitului se află mai multe specii protejate de  păsări (61): fluierar de munte (Actitis hypoleucos), minunița (Aegolius funereus), ciocârlie-de-câmp (Alauda arvensis), fâsă de pădure (Anthus trivialis), acvilă de munte (Aquila chrysaetos), ciuf-de-pădure (Asio otus), cocoșul de mesteacăn (Bonasa bonasia), buha (Bubo bubo), șorecarul comun (Buteo buteo), caprimulg (Caprimulgus europaeus), cânepar (Carduelis cannabina), sticlete (Carduelis carduelis), înăriță (Carduelis flammea), scatiu (Carduelis spinus), florinte (Chloris chloris), botgros (Coccothraustes coccothraustes), porumbel de scorbură (Columba oenas), porumbel gulerat (Columba palumbus), prepeliță (Coturnix coturnix), cuc (Cuculus canorus), ciocănitoare cu spate alb (Dendrocopos leucotos), ciocănitoare neagră (Dryocopus martius), presură sură (Emberiza calandra), măcăleandru (Erithacus rubecula), vânturel roșu (Falco tinnunculus), muscar-gulerat (Ficedula albicollis), muscar (Ficedula parva), cinteză (Fringilla coelebs), Fringilla montifringilla, ciuvică (Glaucidium passerinum), frunzăriță galbenă (Hippolais icterina), capîntortură (Jynx torquilla), sfrâncioc mare (Lanius excubitor), grelușelul-de-tufiș (Locustella fluviatilis), filomelă (Luscinia luscinia), privighetoare (Luscinia megarhynchos), viespar (Pernis apivorus), codroșul de pădure (Phoenicurus phoenicurus), pitulice de munte (Phylloscopus collybita), pitulice sfârâitoare (Phylloscopus sibilatrix), ciocănitoare de munte (Picoides tridactylus), ciocănitoare verzuie (Picus canus), brumăriță de pădure (Prunella modularis), mugurarul (Pyrrhula pyrrhula), mărăcinar negru (Saxicola torquatus), sitar de pădure (Scolopax rusticola), cănăraș (Serinus serinus), turturică (Streptopelia turtur), huhurezul mic (Strix uralensis), graur (Sturnus vulgaris), silvie cu cap negru (Sylvia atricapilla), silvie de zăvoi (Sylvia borin), silvie de câmp (Sylvia communis), silvie-mică (Sylvia curruca),  cocoș de munte (Tetrao urogallus), mierlă (Turdus merula), sturz-cântător (Turdus philomelos), sturz (Turdus pilaris), sturzul de vâsc (Turdus viscivorus), pupăză (Upupa epops), nagâț (Vanellus vanellus).
Pe lângă speciile protejate, pe teritoriul sitului au mai fost identificate 17 specii de plante, 28 de specii de nevertebrate, 1 specie de pești.